# 川鄂凤仙花
川鄂凤仙花（学名：Impatiens fargesii）为凤仙花科凤仙花属的植物，是中国的特有植物。分布在中国大陆的重庆、湖北等地，生长于海拔1,300米至1,550米的地区，多生长于水潭潮湿地、山谷沟边及草丛中，目前尚未由人工引种栽培。